# Liên đại (địa chất)
Trong sử dụng thông thường, một liên đại hay liên đại địa chất là đơn vị lớn nhất trong thang tuổi địa chất, bao gồm một vài đại địa chất có cùng những đặc trưng nhất định về quá trình tiến hóa, vận động của sinh quyển Trái Đất, được con người quy định ngẫu nhiên. Các nhà địa chất nói đến một liên đại như là đơn vị phân chia lớn nhất về thời gian trong niên đại địa chất. Ví dụ, liên đại Hiển Sinh (Phanerozoic), cho tới nay đã kéo dài khoảng 550 triệu năm, bao trùm lên khoảng thời gian mà trong đó các động vật với lớp vỏ cứng đã hóa thạch đã từng rất phổ biến.
Một liên đại địa chất bao gồm vài đại địa chất. Mỗi đại địa chất này lại bao gồm vài kỷ địa chất và mỗi kỷ địa chất lại bao gồm vài thế địa chất. Hiện nay, lịch sử Trái Đất đang ở trong liên đại Hiển Sinh, đại Tân Sinh, kỷ Neogen và thế Holocen. Trước đây, người ta chỉ công nhận một liên đại tồn tại trước liên đại Hiển Sinh: đó là đại Tiền Cambri. Gần đây, các đại Hỏa Thành, Thái Cổ và Nguyên Sinh của thời kỳ Tiền Cambri đã được coi là các liên đại. Niên biểu địa chất của Trái Đất tính theo các liên đại, đại, kỷ và thế như hình dưới đây:
Mặc dù đã có đề nghị được đưa ra vào năm 1958
 để xác định một liên đại như là đơn vị thời gian tương đương với 1 tỷ năm (1 Ga), nhưng ý tưởng này đã không được thông qua như là một đơn vị đo lường khoa học và nó rất ít khi được sử dụng cho các khoảng thời gian cụ thể. Người ta sử dụng liên đại với độ dài bất kỳ hay không xác định thời hạn. Từ này trong tiếng Hy Lạp "aion" có nghĩa là "tuổi" hay "đơn vị sự sống". Thuật ngữ Latinh tương tự "aevum" tuổi, thời kỳ vẫn còn hiện diện trong các từ như Tuổi thọ hay Trung cổ  Lưu trữ ngày 18 tháng 6 năm 2010 tại Wayback Machine.